# Tamara Toumanova

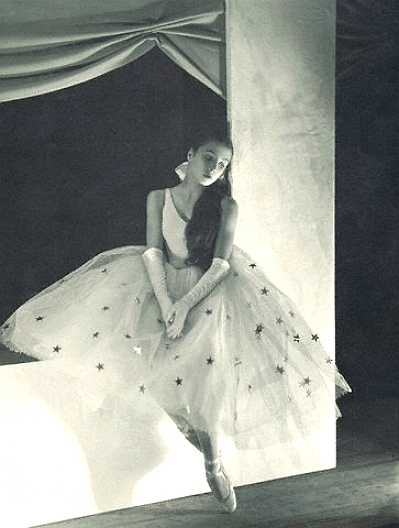
Tamara Toumanova i baletten ”Cotillon”

Tamara Toumanova (egentligen Tamara Tumanisjvili, georgiska: თამარა თუმანიშვილი (თუმანოვა), Tamara Tumanisjvili (Tumanova), ryska: Тама́ра Влади́мировна Тума́нова, Tamára Vladímirovna Tumánova), född 2 mars 1919 i Tiumen, Ryssland, död 29 maj 1996 i Santa Monica, Kalifornien, var en rysk ballerina och skådespelare av georgisk börd.

## Biografi
Tamara Toumanova föddes på ett tåg då hennes mor sökte fly från Georgien för att leta efter sin make. De hade kommit ifrån varandra i samband med den ryska revolutionen. Inte förrän i augusti 1920 återförenades föräldrarna, och familjen valde att fly till Shanghai i Kina och senare till Kairo i Egypten. Efter att ha tillbringat sitt liv i olika flyktingläger slog sig familjen ned i Paris. Modern bestämde att den unga Tamara skulle ta pianolektioner, men snart började hon istället öva balett för Olga Preobrazjenskaja, före detta ballerina vid Mariinskijbaletten.
Toumanova gjorde sin debut nio år gammal på Parisoperan i baletten L'Éventail de Jeanne (”Johannas solfjäder”). George Balanchine uppmärksammade henne och koreograferade hennes roll i baletten Cotillon. Hon var senare stjärna i hans Concurrence och Le Bourgeois Gentilhomme, som sattes upp av Ballet Russe de Monte Carlo. Léonide Massine gav henne en roll i Jeux d'Enfants, och hon lade även Giselle, Le Spectre de la rose och Svansjön till sin repertoar. Den brittiske kritikern Arnold Haskell gav henne namnet ”rysk baletts svarta pärla”. Toumanova kom att dansa med flera av de främsta dansörerna, bland andra Serge Lifar.
Toumanova gjorde även karriär på vita duken. År 1944 spelade hon mot Gregory Peck i filmen Dagar av ära. Hon gifte sig med filmens producent Casey Robinson. Hon gjorde även en mindre roll, som ballerina, i Alfred Hitchcocks En läcka i ridån 1966.
Toumanova ligger begravd på Hollywood Forever Cemetery.

## Filmografi
- 1942 – Spanish Fiesta
- 1944 – Dagar av ära
- 1953 – På musikens vingar
- 1954 – Av hela mitt hjärta
- 1956 – Drömmarnas dans
- 1966 – En läcka i ridån
- 1970 – "Sherlock Holmes" - privatögat privat